# André du Bot
André du Bot, seigneur de La Grande-Haye et de La Gomeraye, était maire de Nantes du 25 septembre 1634 au 8 décembre 1636. 

## Biographie
Petit-fils de Guillaume Dubot de Launay, il est le fils de Roland Dubot, seigneur de Launay, conseiller du Roi en sa cour de parlement de Bretagne, et d'Elisabeth Rhuys .